# Trump Egyetem
A Trump Egyetem (eredeti nevén Trump University, más néven Trump Wealth Institute, vagy Trump Entrepreneur Initiative LLC) egy amerikai, nyereségen alapuló oktatási vállalat volt, amely 2005 és 2010 között működtette ingatlanügyi képzési programját. Működtetője és tulajdonosa a The Trump Organization volt. Számos jogi per után, napjainkban már nem működik. Alapítója Donald Trump, illetve munkatársai, Michael Sexton és Jonathal Spitalny, alapításának éve 2004. A cég ingatlanügyi, vagyonkezelési, vállalkozói és vagyonteremtési kurzusokat kínált.
Ez a szervezet nem volt akkreditált egyetem. Nem adott sem egyetemi krediteket, sem végzettséget vagy jegyeket diákjainak. 2011-ben vizsgálat indult a cég ellen illegális üzleti gyakorlatok miatt, ami 2013-ban perekhez is vezetett.